# Vassil Dobrev
Vassil Dobrev, en bulgare : Васил Добрев, né à Plovdiv en République populaire de Bulgarie le 30 juillet 1961, est un archéologue et égyptologue français d'origine bulgare, directeur de la mission archéologique Tabbet el-Guech de l'Institut français d'archéologie orientale (IFAO) du Caire. Ses études et découvertes portent notamment sur le plateau de Gizeh et le complexe des pyramides et nécropoles de Saqqarah.

## Biographie
Vassil Dobrev est né le 30 juillet 1961 à Plovdiv. En 1992, il soutient sa thèse de doctorat en égyptologie à l'université Paris-Sorbonne sous la direction de l'égyptologue et académicien Jean Leclant.
De 1993 à 1997, avec Michel Baud, il parvient à lire en partie et étudie la pierre de Saqqarah Sud malgré son mauvais état, présentant pour la première fois des annales sur une pierre complète, les annales de la VIe dynastie.
En 2004, Dobrev propose une nouvelle théorie sur l'origine du Grand Sphinx de Gizeh, selon laquelle le Sphinx n'aurait pas été construit par le pharaon Khéphren. Selon Dobrev, le Sphinx aurait plutôt été érigé par le pharaon Djédefrê en l'honneur de son père Khéops, en l'assimilant au dieu solaire Rê.
Dobrev argue que ce pharaon Djédefrê est le premier à insérer le nom du dieu solaire Rê dans son propre cartouche, et qu'il a fait édifier le Sphinx pour représenter son père assimilé à cette divinité. Selon lui, les deux bateaux en bois enterrés à côté de la Grande Pyramide et portant le nom de Djédefrê, prouvent l'importance de ce monarque, et qu'il voulait faciliter le passage de son père dans l'au-delà.
Il insiste sur la longueur et l'importance du règne de ce pharaon. La construction du Grand Sphinx, pharaon et Rê, aurait aussi eu un but de propagande pour rehausser le prestige de la dynastie.
Vassil Dobrev mène en 2010 à Saqqarah des recherches pour retrouver la pyramide du pharaon Ouserkarê, le deuxième pharaon de la VIe dynastie, dont il a montré la réalité et la longueur du règne par son étude, avec Baud, de la pierre de Saqqarah Sud. C'est une des fouilles les plus en vue à l'époque.
Il dirige la mission archéologique de l'Institut français d'archéologie orientale (Ifao) qui découvre en 2015 les tombes de deux prêtres de la VIe dynastie, toujours dans le complexe de Saqqarah. Les tombes découvertes sont richement décorées, aux peintures murales dans un état de conservation exceptionnel,.
Il est nommé chevalier de la Légion d'honneur dans la promotion du 14 juillet 2016.

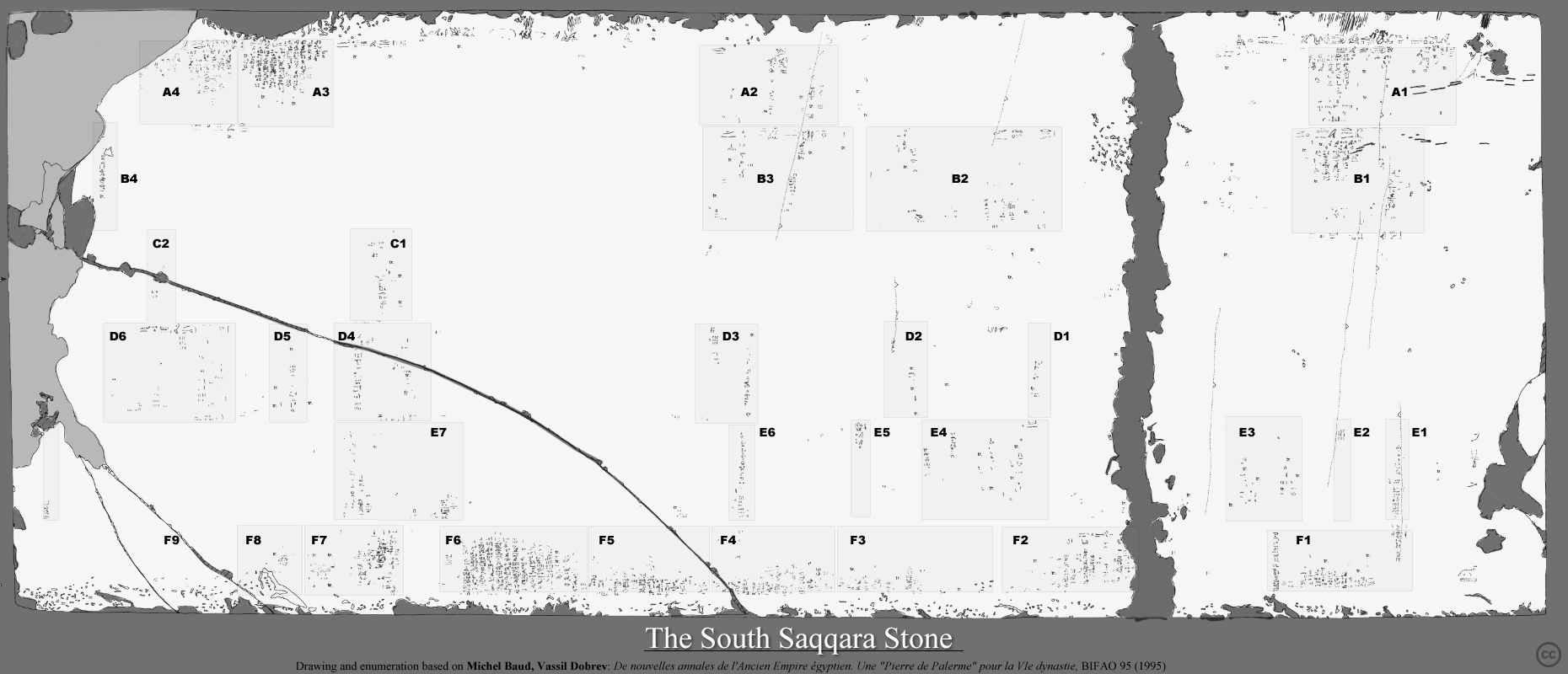
La pierre de Saqqarah Sud, que Dobrev étudie avec Michel Baud.

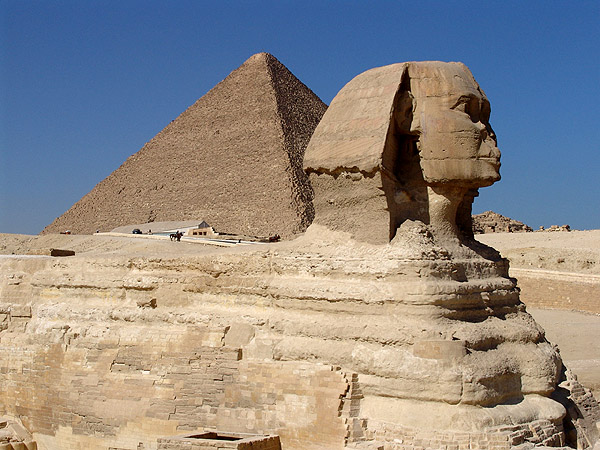
Selon lui, le Sphinx serait dû à Djédefrê pour célébrer Khéops - Rê.

## Décoration
- Chevalier de la Légion d'honneur (14 juillet 2016)

## Publications
- Vassil Dobrev, Recherches sur les rois de la IVe dynastie égyptienne, sous la direction de Jean Leclant, Paris IV, 1992 ; rééd. Lille, ANRT, 1994.
- Michel Baud et Vassil Dobrev, « De nouvelles annales de l'Ancien Empire égyptien. Une "Pierre de Palerme" pour la VIe dynastie égyptienne », Bulletin de l'Institut français d'archéologie orientale, vol. 95,‎ 1995, p. 23-92 (lire en ligne [PDF]).
- Vassil Dobrev, Michel Baud, « Les annales royales de la VIe dynastie égyptienne récemment identifiées au Musée du Caire », dans : Comptes rendus des séances de l'Académie des Inscriptions et Belles-Lettres, 139e année, no 2, 1995, p. 415-426.
- Michel Baud et Vassil Dobrev, « Le verso des annales de la VIe dynastie. Pierre de Saqqarah-Sud », Bulletin de l'Institut français d'archéologie orientale, Le Caire, vol. 97,‎ 1997.
- Hélène Lozachmeur, Vassil Dobrev, « Nouvelle inscription funéraire araméenne à Saqqâra », dans : Comptes rendus des séances de l'Académie des Inscriptions et Belles-Lettres, 152e année, no 2, 2008, p. 911-927.
- Vassil Dobrev, Miroslav Verner, Hana Vymazalová Old hieratic palaeography I, Builders' inscriptions and masons' marks from Saqqara and Abusir, Prague, Charles University, Faculty of Arts, 2011.